# Енцефаліт долини Муррея
Енцефаліт долини Муррея (англ. Murray Valley encephalitis; також австралійський енцефаліт, Кунджін-вірусна хвороба, австралійська X-хвороба) — ендемічний арбовірусний енцефаліт, який переносять комарі. Названий за місцем відкриття збудника, найбільшої річки Австралії Муррей.

## Актуальність
Осередки хвороби розташовані в північних районах Австралії і Папуа Новій Гвінеї.

## Етіологія
Збудник відноситься до роду Flavivirus родини Flaviviridae, входить до складу антигенної групи вірусів японського енцефаліту і йому притаманні властивості, характерні для всіх вірусів цього комплексу.

## Епідеміологічні особливості
Хвороба розглядається як місцевий варіант японського енцефаліту, на що вказує і схожість клінічного перебігу цих хвороб. Природним резервуаром вірусу є дикі птахи, дрібні дикі й іноді домашні ссавці. Трансмісивний механізм передачі інфекції здійснюється комарами Culex annulirostris. Захворюваності властива літньо-осіння сезонність. Контингентами високого ризику зараження є сільські жителі ендемічних районів.

## Патогенез
У речовині головного мозку і мозкових оболонах розвиваються запальні та некробіотичні процеси, подібні з ураженнями при інших флавівірусних енцефалітах.

## Клінічні прояви
Інкубаційний період триває 5–12 днів. У продромальному періоді упродовж 2–5 днів спостерігається нездужання, шлунково-кишкові розлади, дратівливість, сонливість, головний біль. Найчастіше хвороба розвивається раптово. Температура тіла підвищується до 38–40 °С, вже в перші дні спостерігається сплутаність свідомості, марення, сопор, у тяжких випадках — кома. Під час цього відзначаються некоординовані рухи, тремор або тонічне напруження кінцівок. У дітей часто бувають епілептичні напади. У фінальній фазі розвиваються бульбарні розлади. Менінгеальні симптоми завжди чітко виражені. Летальність сягає 50 % і вище. При сприятливому перебігу відбувається повне одужання. У поодиноких хворих залишаються стійкі паралічі або психічні дефекти.

## Діагностика
У спинномозковій рідині — помірний лімфоцитарний плеоцитоз, вміст білка близький до норми.
Підтвердження діагнозу досягається за допомогою ізоляції вірусу з крові або спинномозкової рідини, а також серологічними методами: реакцією гальмування гемаглютинації (РГГА), нейтралізації (РН), зв'язування комплементу (РЗК). При оцінці серологічних даних слід враховувати можливість перехресних реакцій з іншими спорідненими вірусами комплексу японського енцефаліту, через що дослідження має проводитися в динамці у двох сироватках крові, взятих з інтервалом не меншим ніж 7 днів. Підтвердження є достовірним за умови зростання титру не менше ніж у 4 рази. Використовують також виявлення антитіл класу IgM в імуноферментному аналізі (ІФА).

## Лікування
Етіотропного лікування не винайдено. Перевагу віддають патогенетичній терапії.

## Профілактика
Вакцина проти збудника нині не розроблена. Проводяться захисні дії проти укусів комарів в ендемічних районах (репеленти, антимоскітні сітки та завіси, захисна одежа тощо).